# Amblygobius tekomaji
 Amblygobius tekomaji  es una especie de peces de la familia de los Gobiidae en el orden de los Perciformes.

## Morfología
Los machos pueden llegar a alcanzar los 3,8 cm de longitud total.

## Distribución geográfica
Se encuentra en Mozambique y Seychelles.

## Observaciones
Es inofensivo para los humanos.